# Takanezawa
Takanezawa (japanska: 高根沢町?, Takanezawa-machi) är en landskommun (köping) i Tochigi prefektur i Japan.  